# Championnat d'Angleterre de football 1960-1961
Navigation
Édition précédente Édition suivante
La 62e édition du championnat d'Angleterre de football est remportée par Tottenham Hotspur. Le club de Londres finit huit points devant Sheffield Wednesday et gagne son deuxième titre de champion d'Angleterre. Le club réalise également le doublé en remportant la Cup devant Leicester City.
Tottenham Hotspur se qualifie pour la Coupe des clubs champions en tant que champion d'Angleterre. Leicester City, finaliste de la coupe se qualifie pour la Coupe des vainqueurs de coupe. Nottingham Forest, Birmingham City et Sheffield Wednesday se qualifient pour la Coupe des villes de foires.
Le système de promotion/relégation reste en place : descente et montée automatique, sans matchs de barrage pour les deux derniers de première division et les deux premiers de deuxième division. À la fin de la saison, Newcastle United et Preston North End sont relégués en deuxième division. Ils sont remplacés pour la saison suivante par Ipswich Town et Sheffield United.
L'attaquant anglais Jimmy Greaves, joueur de Chelsea FC, remporte son deuxième titre de meilleur buteur du championnat avec 41 buts inscrits.

## Classement
|    | Équipe                  | Joués | Victoires | Nuls | Défaites | Buts pour | Buts contre | +/- | Points | Spectateurs |
| -- | ----------------------- | ----- | --------- | ---- | -------- | --------- | ----------- | --- | ------ | ----------- |
| 1  | Tottenham Hotspur       | 42    | 31        | 4    | 7        | 115       | 55          | 60  | 66     | 53 124      |
| 2  | Sheffield Wednesday     | 42    | 23        | 12   | 7        | 78        | 47          | 31  | 58     | 29 229      |
| 3  | Wolverhampton Wanderers | 42    | 25        | 7    | 10       | 103       | 75          | 28  | 57     | 30 885      |
| 4  | Burnley FC T            | 42    | 22        | 7    | 13       | 102       | 77          | 25  | 51     | 23 827      |
| 5  | Everton FC              | 42    | 22        | 6    | 14       | 87        | 69          | 18  | 50     | 43 448      |
| 6  | Leicester City          | 42    | 18        | 9    | 15       | 87        | 70          | 17  | 45     | 24 056      |
| 7  | Manchester United       | 42    | 18        | 9    | 15       | 88        | 76          | 12  | 45     | 38 888      |
| 8  | Blackburn Rovers        | 42    | 15        | 13   | 14       | 77        | 76          | 1   | 43     | 19 343      |
| 9  | Aston Villa P           | 42    | 17        | 9    | 16       | 78        | 77          | 1   | 43     | 33 599      |
| 10 | West Bromwich Albion    | 42    | 18        | 5    | 19       | 67        | 71          | -4  | 41     | 27 410      |
| 11 | Arsenal FC              | 42    | 15        | 11   | 16       | 77        | 85          | -8  | 41     | 34 318      |
| 12 | Chelsea FC              | 42    | 15        | 7    | 20       | 98        | 100         | -2  | 37     | 30 156      |
| 13 | Manchester City         | 42    | 13        | 11   | 18       | 79        | 90          | -11 | 37     | 29 409      |
| 14 | Nottingham Forest       | 42    | 14        | 9    | 19       | 62        | 78          | -16 | 37     | 24 668      |
| 15 | Cardiff City P          | 42    | 13        | 11   | 18       | 60        | 85          | -25 | 37     | 23 390      |
| 16 | West Ham United         | 42    | 13        | 10   | 19       | 77        | 88          | -11 | 36     | 21 948      |
| 17 | Fulham FC               | 42    | 14        | 8    | 20       | 72        | 95          | -23 | 36     | 23 014      |
| 18 | Bolton Wanderers        | 42    | 12        | 11   | 19       | 58        | 73          | -15 | 35     | 21 670      |
| 19 | Birmingham City         | 42    | 14        | 6    | 22       | 62        | 84          | -22 | 34     | 25 775      |
| 20 | Blackpool FC            | 42    | 12        | 9    | 21       | 68        | 73          | -5  | 33     | 18 715      |
| 21 | Newcastle United        | 42    | 11        | 10   | 21       | 86        | 109         | -23 | 32     | 26 500      |
| 22 | Preston North End       | 42    | 10        | 10   | 22       | 43        | 71          | -28 | 30     | 16 804      |

## Meilleur buteur
Avec 41 buts, l'attaquant anglais de Chelsea FC, Jimmy Greaves, remporte son deuxième titre de meilleur buteur du championnat d'Angleterre.